# Ephraim Schröger
Ephraim Schröger, polnisch  Efraim Szreger (* 1727 in Thorn; † 16. August 1783 in Warschau) war ein deutscher Architekt in Polen.

## Leben

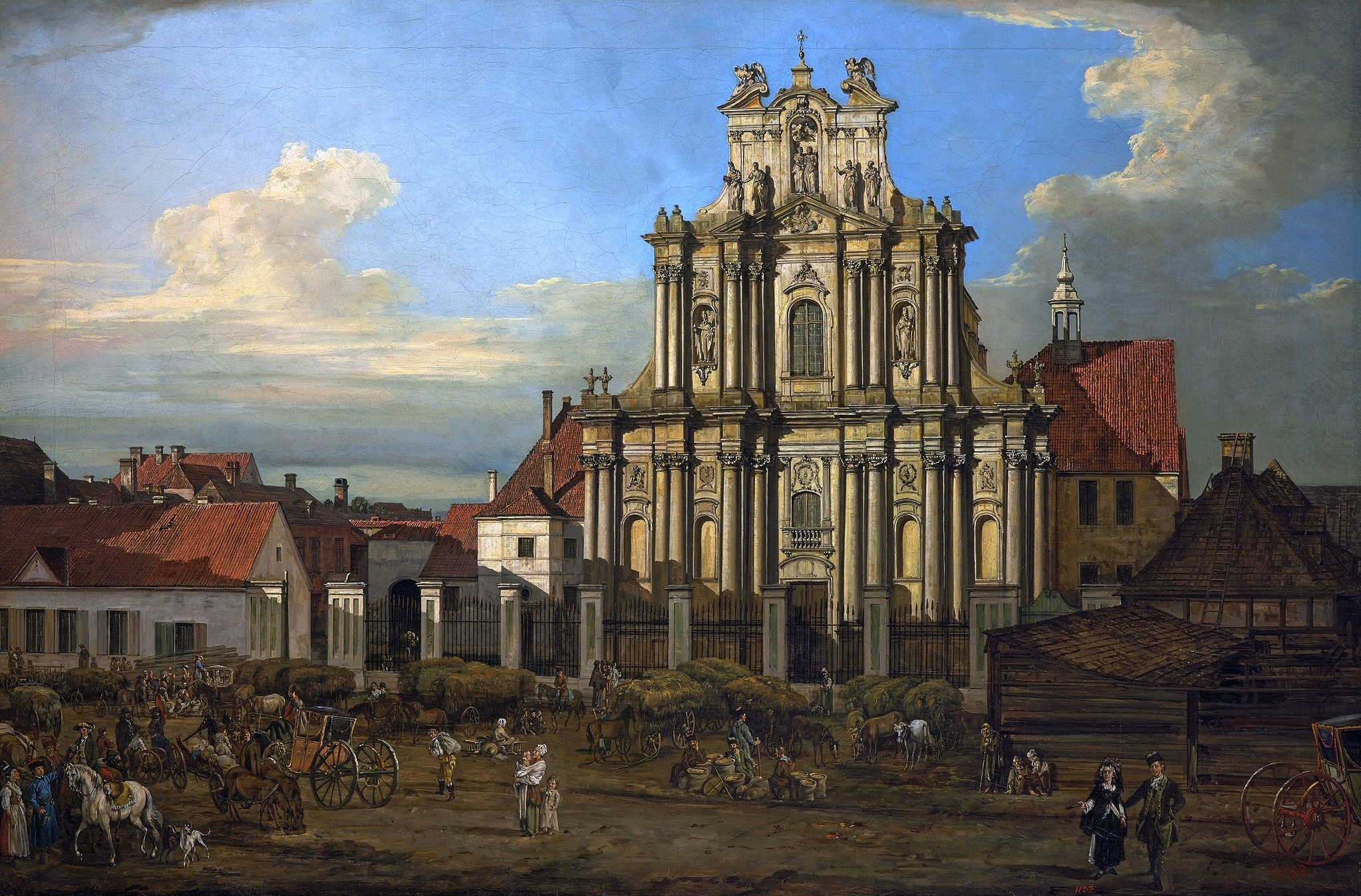
Kirche St. Josef zu Warschau (Gemälde von Bernardo Bellotto gen. Canaletto 1780)

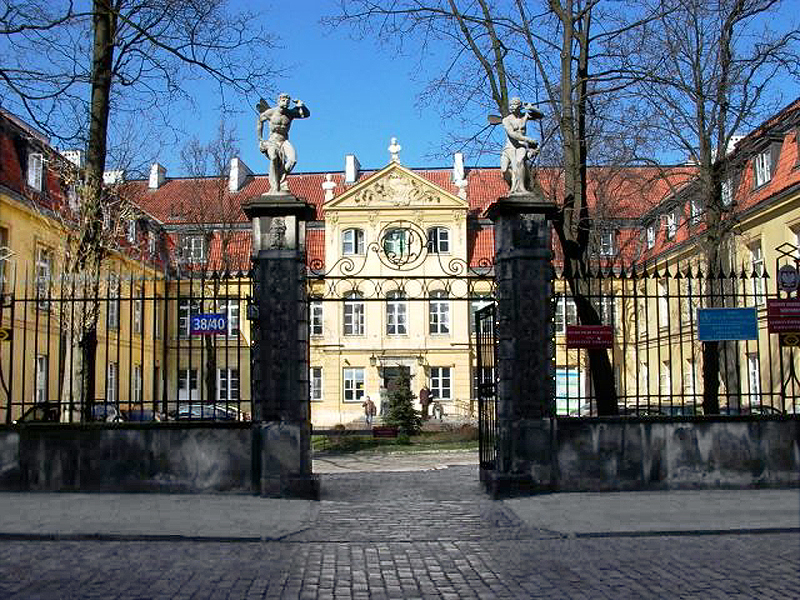
Tepper-Palais Warschau

Schröger ging 1743 bei dem Architekten Johann Sigmund Deybel in die Lehre. Nach dem Tode Deybels 1752 wurde er persönlicher Kondukteur Joachim Daniel von Jauchs, des Direktors des Sächsischen Bauamtes in Warschau. Nach dessen Tod 1754 wurde Schröger vom sächsischen Bauamt mit gleichem Gehalt, wie er es seitens Jauch persönlich bezogen hatte – 300 Taler Jahresgehalt – weiterbeschäftigt. In der Folge erhielt Schröger private Bauaufträge polnischer Auftraggeber. Als 1764 das Bauamt aufgelöst wurde, sollte er zu halbem Gehalt als ältester diensttuender Kondukteur beibehalten werden, quittierte jedoch Ende 1764 den Dienst. 1765–1767 unternahm er eine Studienreise nach Frankreich und Italien. Sind seine früheren Werke dem Rokoko zuzurechnen, so gilt er seitdem als Hauptvertreter des frühklassizistischen Stils in Polen.

## Werke
- Vollendung 1754–1763 (Fassade und Innenraum) der Kirche des Heiligen Josef (auch: Visitantinnen-Kirche) zu Warschau, die Skulpturen, Stuckarbeiten, die Kanzel und der Hauptaltar wurden nach dem Entwurf von Schröger in der Werkstatt von Johann Georg Plersch angefertigt – eine der wenigen vollständig erhaltenen Kirchen Warschaus
- 1754/55 Altstädtische Kirche in Thorn
- 1755 Palais Lelewel in der Miodowastraße in Warschau
- 1760 Fassade der Kirche der Dominikaner-Observanten
- 1761/65 Erzbischöfliches Palais in Skierniewice
- 1765 Kordega (Wache) des Potocki-Palastes in Warschau
- 1772–1774 Szuster-Palais
- 1774 Palais Tepper in Warschau
- 1777 Palais Prymasowski in Warschau